# Paramphinome splendens
Paramphinome splendens är en ringmaskart som beskrevs av Gustafson 1930. Paramphinome splendens ingår i släktet Paramphinome och familjen Amphinomidae. Inga underarter finns listade i Catalogue of Life.